# Green River
Green River — музичний гурт з Сіетлу, який вважається одним із засновників гранджу. Хоча цей панк-метал-гурт існував лише з 1984 по 1988 роки, надалі його учасники започаткували інші відомі гурти, такі як Pearl Jam, Mudhoney та Temple of the Dog.

## Історія

### Створення гурту
Рок-гурт Green River з'явився в Сіетлі у 1984 році. Назва гурту була пов'язана із серійним вбивцею, якого називали «вбивцею з Зеленої річки» (Гері Ріджвей). Всі музиканти раніше грали в інших місцевих колективах, зокрема Марк Арм і Стів Тернер в хардкор-панкових гуртах Mr. Epp and the Calculations та the Limp Richerds, барабанщик Алекс Вінсент у Spluii Numa, а бас-гітарист Джеф Амент — у Deranged Diction. Спочатку Марк Арм одночасно співав та грав на гітарі, проте згодом до гурту доєднався другий гітаріст Стоун Ґоссард (знайомець Амента), після чого Арм зміг зосередитись на співі. Гурт виступав в місцевих закладах Сіетлу і досягла певної популярності. Коли на місцевому незалежному лейблі C/Z Records вийшла збірка пісень Deep Six, до неї потрапили дві композиції Green River. Пізніше цей запис став вважатись чи не найпершим прикладом творчості гранджової сцени.
Протягом наступних декількох років Green River випустили низку мініальбомів. Спочатку, в 1985 році на лейблі Homestead вийшла їх дебютна платівка Come on Down, записана в Нью-Йорку. Після цього гурт залишив барабанщик Алекс Вінсент, замість якого прийшов Брюс Фейрвезер, що раніше грав із Джефом Аментом. В новому складі Green River записали другий мініальбом Dry as a Bone, під керівництвом сіетлського продюсера Джека Ендіно. Платівка вийшла в 1987 році на нещодавно створеному лейблі Sub Pop. Колективу вдалось випустити ще один запис — третій мініальбом Rehab Doll, проте одразу після цього гурт розпався через внутрішні суперечки: фронтмен Марк Арм намагався залишатись із Sub Pop і бути частиною андеграундної сцени, в той час, як Амент і Ґоссард жадали підписання контракта із великою компанією звукозапису. В 1988 році колектив припинив існування.

### Подальші проєкти учасників
Одразу після розпаду Green River колишні учасники колективу заснували власні гурти. Фронтмен Марк Арм та гітарист Стів Тернер створили гурт Mudhoney, який був ближчим до панківських джерел.
Ґоссард, Амент та Фейрвезер вирішили грати більш «гламурну» музику, тому створили ґлем-роковий гурт Mother Love Bone, вокалістом якого став Ендрю Вуд, що раніше співав в гурті Malfunkshun. Невдовзі Вуд загинув від передозування героїну, через що гурт розвалився, але Ґоссард і Амент знайшли нового вокаліста Едді Веддера і заснували гурт Pearl Jam, який незабаром став всесвітньо відомим та увійшов до «великої четвірки гранджу».
Останній член Green River, барабанщик Брюс Фейрвезер, після зникнення гурту приєднався до гурту Love Battery.

### Возз'єднання
Ще у 1993 році під час концерту Pearl Jam в Лас-Вегасі, колишні музиканти Green River Марк Арм і Стів Тернер приєдналися на сцені до Амента й Ґоссарда, зігравши разом декілька пісень.
У 2000-х музиканти Green River декілька разів тимчасово збирались разом, найчастіше, присвячуючи це певним важливим датам. Зокрема, у 2008 році вони відіграли два шоу на честь двадцятиріччя лейбла Sub Pop. Також Green River виступали «на розігріві» гуртів Supersuckers і The Melvins під час їхніх ювілейних концертів.

## Музичний стиль
Дебютний мініальбом гурту Come on Down поєднував одразу декілька стилів, зокрема хардкор-панк, метал та хард-рок. Фронтмен Марк Арм на сцені виглядав подібним до лідера The Stooges Іггі Попа, в той час, як музиканти виконували важку гітарну музику, наслідуючи Aerosmith, Blue Oyster Cult, Black Flag та навіть Ніла Янга. Більшу частину музики писав гітарист Стоун Ґоссард, що захоплювався UFO та Iron Maiden, а інші учасники гурту брали за основу його рифи та перетворювали на оригінальний матеріал. Проте ця музика була ще далекою від славнозвісного гранджу, який стане всесвітньо популярним на початку дев'яностих.
Друга платівка гурту Dry as a Bone багатьма вважається вершиною творчості гурту. Стоун Ґоссард називав її своїм улюбленим альбомом Green River. На відміну від досить «сирого» дебютного EP, ця платівка, записана протягом лише декілька днів, продемонструвала вже добре сформовані характерні риси колективу: агресивну комбінацію панк-року та металу, яка втілилась у короткі та швидкі пісні. Під час рекламної кампанії лейблу Sub Pop чи не вперше було використане слово «грандж», адже альбом описували як «ультравільний грандж, який знищив мораль цілого покоління». В музичному журналі Rolling Stone EP Come on Down поставили на 29 місце в списку найкращих гранджових альбомів, а Dry as a Bone зайняв в тому ж хіт-параді 20 місце.

## Учасники
- Марк Арм — вокал, гітара,
- Стів Тернер — гітара,
- Алекс Вінсент — барабани,
- Джеф Амент — бас-гітара,
- Стоун Ґоссард — гітара,
- Брюс Фейрвезер — гітара.

## Дискографія
- 1985 — Come on Down (EP)
- 1986 — Dry as a Bone (EP)
- 1988 — Rehab Doll[4]